# 150-та танкова бригада СС
150-та танкова бригада СС (нім. 150. SS-Panzer-Brigade) — німецьке військове формування, танкова бригада у складі військ Ваффен-СС, що брала участь у бойових діях на Західному фронті наприкінці Другої світової війни.

## Історія

### Операція «Грейф»
Наприкінці жовтня 1944 року після успішного завершення операції в Будапешті Отто Скорцені було доручено створити спеціальний диверсійний підрозділ для участі в Арденнському наступі. Створюваний підрозділ було названо 150-ю танковою бригадою. До складу бригади відбиралися німці зі знанням англійської мови. Особовий склад бригади був насмиканий з різних частин — два батальйони з парашутного полку Люфтваффе особливого призначення (полк перебував у складі бойової ескадрильї № 200), дві роти з 600-го парашутного батальйону СС і рота з винищувального з'днання «Мітте». Крім цього, Вермахт передав в бригаду ряд спеціальних підрозділів (артилеристи, екіпажи танків і штурмових гармат). Створення бригади проходило на полігоні «Графенвер», її загальна чисельність до кінця формування склала 2 500 осіб (з них понад 500 осіб зі складу військ Ваффен-СС).
Особовий склад бригади отримав трофейну американську уніформу, крім цього в бригаду було передано незначну кількість трофейної техніки. Переданих американських танків виявилося вкрай мало, і німці «загримували» свої «Пантери» під американську техніку. Склад бригади був розділений на три бойові групи X, Y, Z і загін «Штілау» (150 осіб з твердим знанням англійської мови).
14 грудня 1944 року бригада прибула в район Мюнстерайфеля, а потім була розподілена по ділянкам дій 1-ї і 12-ї танкових дивізій СС і 12-ї фольксгренадерської дивізії. Через два дні після початку наступу частини бригади були зібрані у Лін'євілля і почали готуватися до захоплення шосейного перехрестя у Мальмеді. 21 грудня групи X і Y пішли в атаку на Мальмеді. З допитів полонених американці знали про плановану атаки і належним чином підготувалися. Бригада натрапила на міцну оборону, і, незважаючи на всі зусилля, до вечора 22 грудня її наступ захлинувся, і вона повернулася на вихідні позиції. До 28 грудня бригада перебувала на фронті, а потім була відправлена в Графенвер і розформована.
В ході наступу бригада втратила близько 15 % свого особового складу та більшу частину техніки. Командир бригади був поранений, а командир однієї з бойових груп загинув. Втрати загону «Штілау» невідомі, але 18 полонених диверсантів загону були розстріляні американцями в Анрі-Шапель.

## Загін «Штілау»
Доля загону «Штілау» склалася інакше. Його особовий склад був розподілений між дивізіями I танкового корпусу СС і бойовими групами бригади X, Y, Z. Як транспорт загін отримав трофейні американські джипи. Диверсанти загону пішли в наступ попереду дивізій СС, зображуючи із себе відступаючі американські частини. Частини загону досягли скромних тактичних успіхів, але завдяки деяким групам диверсантів в тилу англо-американських військ виникла невимовна паніка.

## Командири
- Оберштурмбаннфюрер СС Отто Скорцені (14 грудня — січень 1945)

## Склад
- Бойова група X
- Бойова група Y
- Бойова група Z
- Загін «Штілау»